# Thomas L. Farmer
Thomas „Tom“ Laurence Farmer (* 26. Juli 1923 in Berlin; † 5. Februar 2015 in Washington, D.C.) war ein deutsch-US-amerikanischer Rechtsanwalt. Er war Gründungspräsident der American Academy in Berlin.

## Leben
Thomas Laurence Farmer wurde am 26. Juli 1923 als Sohn eines US-amerikanischen Vaters (Laurence Farmer, 1895–1976) und einer deutsch-jüdischen Mutter (Else Farmer, 1897–1960) in Berlin geboren. 1933 verließ die Familie Deutschland und siedelte in die Vereinigten Staaten über und ließ sich in New York City nieder. Er schloss seine schulische Ausbildung an der Great Neck High School 1940 ab, ehe er ein Studium am Harvard College begann und dieses im Jahre 1943 mit dem A.B. abschloss. Am Harvard College war er unter anderem auch Mitglied des Editorial Board of the Harvard Crimson, der Studentenzeitung der Harvard University. In weiterer Folge leistete er bis 1946 seinen Militärdienst in der United States Army, wo er der Military Intelligence Division der Combined Chiefs of Staff in Washington, D.C. angehörte, ab. Danach besuchte er das Brasenose College an der University of Oxford, von welchem er im Jahre 1948 den akademischen Grad eines Bachelor im Fach Rechtswissenschaft erlangte. Im Jahre 1950 erlangte er abermals in Harvard den Grad eines Master of Laws und war danach ab 1951 drei Jahre lang für die Central Intelligence Agency (CIA) mit verdeckten Operationen tätig. 1958 kehrte er ein weiteres Mal nach Washington zurück und war ab dieser Zeit als Mitarbeiter der renommierten Rechtsanwaltskanzlei Simpson Thacher & Bartlett tätig.
Zu der Zeit setzte Thomas L. Farmer sich im Vorfeld der Präsidentschaftswahl in den Vereinigten Staaten 1960 für die Kampagne John F. Kennedys ein. Farmer wurde 1961 von Kennedy zum Vorsitzenden des Advisory Board of the National Capital Transportation Agency berufen und war dort bis 1964 tätig. Hierbei rief eine Bürgeraktion mit dem Namen Northwest Committee for Transportation Planning ins Leben und zeigte sich mit dieser maßgeblich an der Verhinderung des Baus von Interstate Highways durch Washington verantwortlich. 1962 vertrat er den damaligen Studenten und heutigen Wirtschaftswissenschaftler Frederic Pryor, dem von der Stasi unterstellt wurde, persönliche Dinge von Flüchtlingen aus der DDR beiseiteschaffen zu wollen, vor Gericht. Durch Bemühungen von James B. Donovan wurde Pryor am 10. Februar 1962 im Zuge des Gefangenenaustausches des russischen Spions Rudolf Iwanowitsch Abel gegen den U-2-Piloten Francis Gary Powers am Checkpoint Charlie freigelassen. 1960 gründete er die Denkfabrik Overseas Development Institute und war vor allem in der Anfangszeit als deren Direktor und Generalkonsul tätig.
Von 1964 bis 1968 war er im Außenministerium der Vereinigten Staaten mit Entwicklungspolitik befasst und fungierte als Generalkonsul dieses Ministeriums. Als solcher war er an der Gründung der Asiatischen Entwicklungsbank beteiligt. Während der Zeit der Präsidentschaft Jimmy Carters war er von 1977 bis 1981 als Vorsitzender des Intelligence Oversight Board innerhalb des President’s Intelligence Advisory Board mit der Überwachung der Geheimdienste befasst. Von 1970 bis 1994 war er ferner Partner der Washingtoner Kanzlei Prather Seeger Doolittle & Farmer und gehörte von 1970 bis 2002 der Bankers Association for Foreign Trade an. Auch danach gehörte er noch für zwei Jahre der American Bankers Association als Seniorkonsul für internationale Finanzen an. Außerdem war er für einige Zeit Mitglied der Kanzlei Kominers, Fort, Schlefer, Farmer & Boyer. Im Jahre 1983 war er an der Gründung des American Institute for Contemporary German Studies (AICGS) mit Sitz in Washington beteiligt und war an diesem als Direktor und Schatzmeister tätig. Bis zu seinem Ableben war er zudem ein Treuhänder dieser Organisation.
In Zusammenarbeit mit Henry Kissinger und dem damaligen deutschen Präsidenten Richard von Weizsäcker half er an der Gründung der American Academy in Berlin, einer US-amerikanischen Forschungs- und Kulturinstitution, mit. Als Gründungsmitglied fungierte er bis zur Ablösung durch den damaligen US-Botschafter in Deutschland Richard Holbrooke, der auch die Idee für die Institution hatte, auch als Vorsitzender. Bereits ein Jahr zuvor wurde Farmer das erste nichtdeutsche Mitglied der Treuhandanstalt und gestaltete die Privatisierung des staatlichen Steinkohleabbaus in der ehemaligen DDR maßgeblich mit. Im Jahre 1997 wurde der gebürtige Berliner mit dem Bundesverdienstkreuz ausgezeichnet. Noch im hohen Alter gehörte er von 2005 bis 2013 der im Jahre 1981 in Washington gegründeten Consultants International Group (CIG) an.
Am 5. Februar 2015 starb Farmer im Alter von 91 Jahren bei sich zu Hause in der Washingtoner Nachbarschaft Cleveland Park an den Folgen einer progressiven supranukleären Blickparese, einer neurodegenerativen Erkrankung. Er wurde von seiner zweiten Frau Wanda Walton, mit der er seit zwölf Jahren verheiratet war, den drei Kindern Daniel, Sarah und Elspeth, sowie fünf Enkelkindern überlebt. Farmers erste Ehe mit Elizabeth Midgley (lt. anderen Quellen: Elizabeth Becker), aus der auch die drei Kinder stammen, wurde geschieden. Farmer wurde am Oak Hill Cemetery in Washington, D.C. beerdigt.